# Joseph Julien Momaso
Joseph Julien Momaso (* 9. Dezember 1985 in Bafou) ist ein kamerunischer Fußballspieler.

## Karriere

### Verein
Momaso startete seine Karriere mit Aigle Royal Menoua, dort wurde er im Frühjahr 2005 in die MTN Ligue 2 berufen. Am 4. September 2008 verließ er seinen Heimatverein und wechselte zu Les Astres FC. Im August 2012 wechselte er auf Leihbasis von Astres zu den New Stars Douala, ehe er im Dezember 2012 zu Astres zurückkehrte.

### Nationalmannschaft
Im Januar 2011 nahm er für Kamerun am African Nations Championship (CHAN) im Sudan teil. Am 14. Dezember 2011 wurde er für die Kamerunische Fußballnationalmannschaft für das Testspiel gegen Angola nominiert und gab im Spiel sein A-Länderspieldebüt. Im August 2012 nahm er für das kamerunische B-Nationalteam am Nehru Cup teil.